# Le Bébé
Pour les articles homonymes, voir Bébé.
 (août 2014).
Si vous disposez d'ouvrages ou d'articles de référence ou si vous connaissez des sites web de qualité traitant du thème abordé ici, merci de compléter l'article en donnant les références utiles à sa vérifiabilité et en les liant à la section « Notes et références ».
Le Bébé est un tableau peint entre 1917 et 1918 par le peintre autrichien Gustav Klimt. Il mesure 110 × 110 cm. Il est conservé à la National Gallery of Art à Washington.